# Pirambú
Pirambú (en portugués, Pirambu) es un municipio brasileño ubicado en la franja costera del estado de Sergipe. Su población ronda los 9.436 habitantes (2021) y su superficie los 218 km².

Bandera de Pirambú.

## Toponimia
La toponimia de este municipio brasileño es de origen tupi-guaraní. Según el Dr. Alexandre Melo de Sousa, se debe a la abundancia del pez pirambú (Anisotremus surinamensis) en la región.

## Historia
El pueblo inicialmente llamado “Ilha” pasó a ser habitado por pescadores a principios del siglo XX, quienes practicaban la pesca de subsistencia en los ríos Pomonga, Japaratuba y Océano Atlántico, además de la caza y la agricultura.
En 1912 el pueblo se convirtió en ciudad, donde se construyó la iglesia en honor a Nossa Senhora de Lourdes. En 1934, Pirambú ascendió a la categoría de villa. En los años 60 del siglo XX, un grupo de líderes locales inició un movimiento por la emancipación política de Pirambú. El 26 de noviembre de 1963, fue sancionado el proyecto de ley presentado por el diputado estatal Nivaldo Santos, elevando la villa a la categoría de municipio con el nombre de "Pirambu", desmembrada de Japaratuba. Con su popularidad, el concejal de Japaratuba, João Dória do Nascimento, fue elegido primer alcalde de Pirambú, asumiendo el cargo en agosto de 1965.